# Loving Vincent
Loving Vincent (Cartas de Van Gogh, en Hispanoamérica) es una película biográfica animada experimental producida en Polonia con aportes británicos acerca de la vida del pintor neerlandés Vincent van Gogh, enfocada particularmente en las circunstancias de su muerte en 1890. Es la primera película animada creada a partir de pinturas al óleo.
Fue escrita y dirigida por Dorota Kobiela y Hugh Welchman. Su desarrollo fue financiado por el Instituto Polaco de Películas (Polski Instytut Sztuki Filmowej), y parcialmente mediante una campaña de Kickstarter.
Cada uno de los 65 000 fotogramas es una pintura al óleo realizada a mano usando el mismo estilo de Van Gogh, creadas por 115 pintores diferentes. La película se estrenó en el Festival Internacional de Cine de Animación de Annecy de 2017. Recibió el premio a Mejor Película Animada en la 30.ª edición de los Premios del Cine Europeo en Berlín.

## Argumento
Un año después de la muerte de Vincent van Gogh, el cartero Roulin le pide a su hijo Armand que entregue personalmente la última carta de Van Gogh a su hermano, Theo, después de que sus intentos previos de enviársela hubieran fallado. A pesar de no haber apreciado a Van Gogh y recordar el incidente cuando el fallecido se mutiló su oreja y se la dio a una prostituta, Armand acepta con disgusto debido al afecto de su padre por el pintor. El cartero Roulin reconoce la enfermedad mental de Van Gogh y culpa a los otros ciudadanos por condenarlo al ostracismo y expulsarlo. También expresa desconcierto acerca de la causa de la muerte de Van Gogh porque, seis semanas antes de morir, Van Gogh le envió al cartero una carta en la que describía su estado de ánimo como calmado y normal.
Armand visita a Père Tanguy, quien le informa que Theo, que sufría de sífilis, empeoró y murió poco después a la muerte de su hermano. Recuerda su tiempo en París con Van Gogh, así como la tensa vida familiar de este último y su eventual elección por el arte después de fracasar en diferentes carreras. Mientras describe el funeral de Van Gogh, menciona que el Dr. Gachet, quien acogió a Van Gogh después de que saliera del sanatorio y con quien compartía un amor profundo por el arte, había tratado a Van Gogh como si fuera parte de su familia y había estado visiblemente angustiado en el funeral; Tanguy le recomienda a Armand que consiga la dirección de la viuda de Theo.
Después de viajar a Auvers-sur-Oise, Armand se entera de que el Dr. Gachet está fuera de la ciudad por asuntos de negocios gracias a su ama de llaves, Louise, quien expresa desprecio por Van Gogh. Mientras espera que el doctor regrese, Armand decide quedarse en la misma posada en la que estuvo Van Gogh durante el tiempo que pasó por esa zona. Ahí conoce a la propietaria temporal Adeline Ravoux, quien era conocida de Van Gogh y estuvo presente el día de su aparente intento de suicidio y eventual muerte. Ella lo describe como un hombre callado y excéntrico, interesado solo en sus pinturas y en los niños. Al igual que el padre de Armand, admite estar sorprendida por su suicidio, ya que parecía estar de buen ánimo y había pedido más pinturas para continuar con su arte. Ante su sugerencia, Armand visita al barquero local, quien le informa que Van Gogh mantuvo una relación cercana con la hija adoptada del Dr. Gachet, Margarita. Armand se reúne con Margarita, quien afirma que no tenía una relación íntima con Van Gogh y lo rechaza después de que sugiere que el estado de ánimo suicida de Van Gogh ocurrió después de que su padre discutiera con el pintor y le prohibiera a Van Gogh que la viera.
Armand continúa investigando la muerte de Van Gogh y cuestiona por qué decidió volver a la posada después de haberse disparado en el estómago, en lugar de dispararse de nuevo en la cabeza. Después, Armand descubre que el disparo que hirió de muerte a Van Gogh provino de una ubicación diferente a la reportada, y que había estado en compañía de chicos de la localidad, uno de los cuales, René Secretan, tenía en su posesión un arma y a menudo la agitaba borracho por la ciudad. Armand visita nuevamente al barquero, quien le informa que René disfrutaba atormentando y humillando a Van Gogh. Después de una visita al Doctor Mazery, quien examinó a Van Gogh, Armand se entera de que el disparo que mató al pintor vino de una distancia, y a un ángulo, que hacían imposible que se tratara de un suicidio.
Armand se reúne con Margarita de nuevo, y esta vez admite que sí era cercana a Van Gogh, pero no románticamente, y que la discusión entre él y su padre no era sobre ella. Armand le dice a Margarita su teoría de que René accidentalmente le disparó estando borracho a Van Gogh, quien se negó a revelar la verdad para proteger al chico. Margarita le dice que sin importar lo que hubiese sucedido, Van Gogh estaba muerto y su vida importaba más que las circunstancias de su muerte.
El doctor Gachet finalmente regresa y promete enviar la carta a la viuda de Theo. El doctor rechaza la teoría de Armand, diciéndole que el estado de ánimo de los pacientes con depresión puede variar muy rápidamente, y que pudo haber pasado fácilmente de calmado a suicida en seis semanas. El sentimiento de culpa que Gachet admite se debe a que tenía envidia del talento de Van Gogh y de su compromiso con el arte, y que la discusión había ocurrido después de que Van Gogh hubiera acusado a Gachet de que era demasiado cobarde para seguir su auténtica pasión. Gachet, enfurecido, acusó a Van Gogh de hacer que la salud de su hermano Theo empeorase debido a sus problemas financieros, causados por tener que tratar la enfermedad mental de su hermano y por el apoyo a su improductiva carrera artística. Gachet sugiere que la acusación condujo a Van Gogh al suicidio para liberar a Theo de su carga.
Armand regresa a casa, y el cartero Roulin recibe posteriormente a la viuda de Theo, Johanna, quien le agradece a Armand por entregar la carta y le entrega otra de Van gogh a ella firmada "Tu querido Vincent."
Los créditos al final de la película informan que Armand siguió toda su vida una carrera en el ejército; Adeline se casó con un posadero local; Margarita se mantuvo soltera en la casa de su padre, y conservó la pintura que le hizo Van Gogh durante más de 40 años; René Secretan admitió en su lecho de muerte haber atormentado a Van Gogh, pero afirmó que Van Gogh había robado su arma para llevar a cabo su suicidio. Una nota al final indica que Van Gogh pintó más de 800 pinturas en solo 8 años, de las cuales solo una fue vendida mientras él vivía, aunque fue reconocido por los críticos de arte como el padre de la pintura moderna poco después de su muerte.

## Reparto
El elenco es el siguiente:

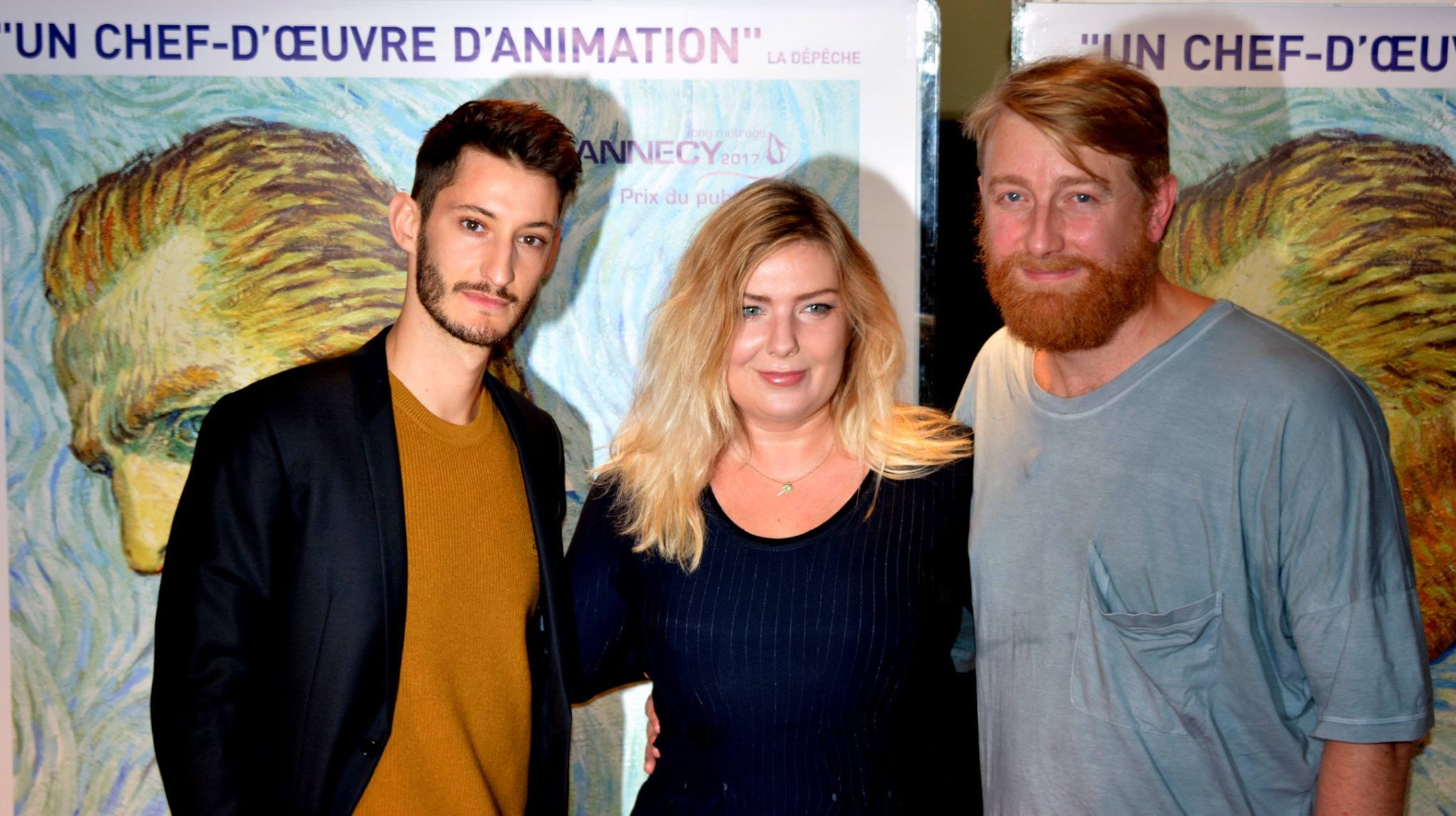
Los directores Dorota Kobiela (centro) y Hugh Welchman (derecha) en el estreno de la película en París, con el actor Pierre Niney, quien realizó la voz de Armand Roulin en la versión francesa.

- Robert Gulaczyk como Vincent van Gogh.
- Douglas Booth como Armand Roulin.
- Jerome Flynn como Dr Gachet.
- Saoirse Ronan como Marguerite Gachet.
- Helen McCrory como Louise Chevalier.
- Chris O'Dowd como Roulin, el cartero.
- John Sessions como Père Tanguy.
- Eleanor Tomlinson como Adeline Ravoux.
- Aidan Turner como Boatman.

## Producción
Los creadores del film escogieron usar pintores entrenados clasicamente en lugar de animadores tradicionales. Welchman declaró que quería evitar animadores que tuvieran «estilos personalizados» y en su lugar optó por personas que «eran pintores de óleo puros». En total, hubo 125 pintores responsables de la animación. Este trabajo resultó ser más grande que la visión original debido a las dificultades para obtener el financiamiento, resultando en un horario más pequeño en el que debía trabajar el equipo. Existieron, en total, alrededor de 5 000 aspirantes, muchos de los cuales se interesaron después de ver en línea un «teaser de reclutamiento» para el proyecto.
El guion del proyecto se basó en las obras que Van Gogh había pintado, las cuales fueron después modificadas para la pantalla. Estas variaron desde simples alteraciones hasta reconstrucciones incorporando diferentes efectos de clima o momento del día. En total 65 000 pinturas fueron hechas, sin embargo al terminarlas se retiraba la pintura con espátulas y se comenzaba la siguiente pintura por lo que solo 1,000 fueron las que sobrevivieron; de las cuales 800 fueron vendidas y las restantes usadas en estrenos y funciones especiales

## Recepción

### Recaudación
Hasta el 17 de diciembre de 2017, la película ha recaudado más de $21 millones (en USD) alrededor del mundo, con ganancias totales locales de $5.9 millones. En el extranjero, la película ha recaudado más notablemente $2.3 millones en Corea del Sur y $1.5 millones en Italia.

### Críticas
En el sitio web de reseñas Rotten Tomatoes, la película tiene un índice de aprobación del 82% basado en 115 reseñas, con un promedio de 7/10.
«Los deslumbrantes logros visuales de Loving Vincent hacen que esta película biográfica de Van Gogh valga la pena, incluso si su narrativa está compuesta de forma menos efectiva». Metacritic reporta una puntuación de 62 de 100 basada en 21 críticas, indicando «reseñas generalmente favorables».

## Premios y reconocimientos
La película ganó el premio Película Internacional más popular en el Festival Internacional de Cine de Vancouver de 2017. Fue nominada en los Hollywood Music in Media Awards de 2017 en la categoría Mejor Banda Sonora Original en una Película Animada. Ganó el Premio de la Audiencia en el Festival Internacional de Cine de Animación de Annecy de 2017 y el Golden Goblet a la Mejor Película Animada en el Shanghái International Film Festival. Ganó el Festival de Cine Inédito de Mérida (FCIM) después de obtener la puntuación más alta entre las películas proyectadas, y también la más alta en la historia del evento. El 9 de diciembre de 2017, la película ganó el premio Mejor Película Animada en la 30ma edición de los Premios del Cine Europeo en Berlín. También ha sido nominada en los Globos de Oro y a los Premios Óscar en la categoría Mejor Película (animada).
| Año  | Premiación                      | Nominado por                                    | Categoría                   | Resultado | Ref.   |
| ---- | ------------------------------- | ----------------------------------------------- | --------------------------- | --------- | ------ |
| 2017 | Premios del Cine Europeo        | Loving Vincent                                  | Mejor Película de Animación | Ganador   | [ 21 ] |
| 2017 | Hollywood Music in Media Awards | Clint Mansell                                   | Mejor Banda Sonora          | Nominado  | [ 22 ] |
| 2017 | Florida Film Critics Circle     | Loving Vincent                                  | Mejor Película Animada      | Nominado  | [ 23 ] |
| 2018 | Premios Globo de Oro            | Dorota Kobiela y Hugh Welchman                  | Mejor Película Animada      | Nominado  | [ 24 ] |
| 2018 | Premios Óscar                   | Dorota Kobiela, Hugh Welchman e Ivan Mactaggart | Mejor Película de Animación | Nominado  |        |